# اکشن بریج
اکشن بریج (به انگلیسی: Acton Bridge) یک روستا و محله مدنی در بریتانیا است که در چشر غربی و چستر واقع شده‌است. اکشن بریج ۶۳۱ نفر جمعیت دارد.